# Franz Hechenblaickner
Franz Hechenblaickner (* 15. August 1896 in Wien; † 19. Juli 1987 in Hirtenberg) war ein österreichischer Politiker (SPÖ) und Elektrotechniker. Hechenblaickner war von 1956 bis 1964 Abgeordneter zum Landtag von Niederösterreich.
Hechenblaickner besuchte die Volks-, Bürger- und Fachschule und war beruflich als Elektrotechniker tätig. Er leistete zwischen 1917 und 1919 den Militärdienst während des Ersten Weltkriegs ab, wobei er in italienische Kriegsgefangenschaft geriet. Hechenblaickner war ab 1919 Gewerkschafts- und Parteimitglied und wurde 1950 geschäftsführender Gemeinderat in Hirtenberg. Ab 1952 wirkte er als Sekretär des ÖGB im Bezirk Baden und war zwischen 1962 und 1970 Vizebürgermeister. Hechenblaickner vertrat die SPÖ zwischen dem 19. April 1956 und dem 19. November 1964 im Niederösterreichischen Landtag.